# Sales (groupe)
Pour les articles homonymes, voir Sales.
Vous pouvez aider à l'améliorer ou bien discuter des problèmes sur sa page de discussion.
- Il ne s’appuie pas, ou pas assez, sur des sources secondaires ou tertiaires. (Marqué depuis mars 2018)
- Il est orphelin : moins de trois articles lui sont liés. Aidez à ajouter des liens en plaçant le code [[Sales (groupe)]] dans les articles relatifs au sujet. (Marqué depuis mars 2018)

- Archive Wikiwix
- Bing
- Cairn
- DuckDuckGo
- E. Universalis
- Gallica
- Google
- G. Books
- G. News
- G. Scholar
- Persée
- Qwant
- (zh) Baidu
- (ru) Yandex
- (wd) trouver des œuvres sur Wikidata

Sales est un groupe de musique originaire d'Orlando, en Floride. Les membres principaux du groupe sont Lauren Morgan et Jordan Shih.
Le groupe est indépendant et a produit ses sept premiers singles par le biais de la plateforme de musique Bandcamp. Leur premier EP est sorti en septembre 2014, et leur premier album en avril 2016.

## L'histoire
Lauren Morgan, guitariste et chanteuse, et Jordan Shih, guitariste et programmation, forment à Orlando en Floride un groupe de musique. Ils basent leur technique sur l'improvisation vocale, musicale, ainsi que sur de l'échantillonnage.